# Тольд, Карл
Карл Тольд (нем. Carl Toldt, 3 мая 1840, Брунико — 13 ноября 1920, Вена) — австрийский медик-анатом, профессор.

## Биография
Родился в Брунико (Южный Тироль) 3 мая 1840 года.
В 1864 году окончил медицинский факультет Венского университета, в котором после хабилитации был назначен профессором анатомии. В 1876 году он переехал в Прагу — в Карлов университет, но в том же году вернулся в Вену. В 1897 году он был назначен ректором Венского университета и оставался на этой должности вплоть до своего эмеритирования. Продолжал заниматься наукой и после ухода на пенсию.
В 1887 году он был избран членом Немецкой академии Леопольдина. С 1903 года до своей смерти был президентом Антропологического общества в Вене. В 1903 году он был избран членом Королевского научного общества в Уппсале, в 1906 году стал членом Физиографического общества в Лунде.
В 1905 году он стал членом Рейхсрата.
Незадолго до смерти, 15 июля 1920 года, он был принят в члены-корреспонденты Прусской академии наук.
Умер 13 ноября 1920 года в Вене.
Его второй сын, тоже Карл, стал зоологом.
К. Тольд является создателем одного из наиболее подробных анатомических атласов для врачей (в 6 томах), продолженного Фердинандом Хохштеттером.
Имя К. Тольда носят анатомические эпонимы:
- Toldt’s fascia
- Toldt’s fascia flap
- Toldt’s membrane
- White line of Toldt

Его имя носит Фасция Тольдта, образованная слиянием висцеральной брюшины с париетальной брюшиной.